# Volo Pakistan International Airlines 8303
Il volo Pakistan International Airlines 8303 era un volo passeggeri di linea nazionale da Lahore a Karachi, in Pakistan. Il 22 maggio 2020, un Airbus A320-214 operante sulla rotta è precipitato in un'area densamente popolata di Karachi durante un secondo avvicinamento all'aeroporto Internazionale Jinnah. Nel corso del primo tentativo, avvenuto senza l'estensione del carrello di atterraggio da parte dei piloti, gli stessi avevano cercato di effettuare un belly landing senza comunicare niente al controllore, facendo strisciare i motori sulla pista per centinaia di metri per poi riprendere quota. A bordo si trovavano 99 persone: 91 passeggeri e 8 membri dell'equipaggio; solo in 2 sono sopravvissuti all'impatto e al successivo incendio.

## L'aereo
Il velivolo coinvolto era un Airbus A320-214, marche AP-BLD, numero di serie 2274. Volò per la prima volta il 17 agosto 2004 e venne consegnato a GECAS, una compagnia statunitense che forniva aeromobili in leasing. Venne noleggiato a China Eastern Airlines poche settimane dopo, il 16 settembre 2004, e poi a Pakistan International Airlines il 30 ottobre 2014. Era spinto da 2 motori turboventola CFM International CFM56-5B. Al momento dell'incidente, l'aereo aveva poco meno di 16 anni e aveva accumulato 47 124 ore di volo in 25 860 cicli di decollo-atterraggio.
Il 23 maggio 2020, il dipartimento di manutenzione della compagnia ha riferito che l'aeromobile era stato controllato il 21 marzo 2020 e non era stato individuato alcun malfunzionamento a motori, carrello e avionica. Da quel momento, aveva volato 8 volte: l'ultima era stata il giorno prima dell'incidente, da Muscat a Lahore. Il motore di sinistra era stato installato sul velivolo il 25 febbraio 2019, il quello di destra il 27 marzo 2019. Tutti e tre i montanti del carrello di atterraggio erano stati installati il 18 ottobre 2014, poco prima del passaggio di proprietà da China Eastern Airlines. Il jet aveva un certificato di aeronavigabilità emesso dall'autorità per l'aviazione civile pakistana (CAA) valido fino al 5 novembre 2020.

## Passeggeri ed equipaggio
A bordo c'erano 91 passeggeri: 51 uomini, 31 donne e 9 bambini. Erano inoltre presenti 8 membri dell'equipaggio. Solo 2 passeggeri sono sopravvissuti; uno è Zafar Masood, presidente della Bank of Punjab. Tra le vittime figura Zara Abid, famosa modella e attrice pakistana.
L'aeromobile non era stato riempito alla massima capacità (era configurato per trasportare 174 persone in classe economica) a causa dei requisiti di distanziamento sociale emanati dall'autorità per l'aviazione civile dovuti alla pandemia di COVID-19, che al tempo imponevano almeno un posto vuoto tra i passeggeri.

## L'incidente
Il volo 8303 è partito da Lahore alle 13:08 ora locale, con l'arrivo a Karachi previsto per le 14:45.
Alle 14:32, i piloti hanno riferito all'ATC di trovarsi a 3 500 piedi (1 100 m), di stare scendendo verso i 3 000 piedi (910 m) e di essere stabilizzati per un avvicinamento strumentale alla pista 25L. Il controllore, preoccupato dalla loro altitudine, ha risposto di effettuare una virata verso una prua di 180°, presumibilmente per farli allontanare e fargli perdere quota. Infatti, secondo le carte di navigazione dell'aeroporto, a 5 miglia nautiche (9,3 km) di distanza l'aereo avrebbe dovuto trovarsi molto più in basso, precisamente a 1 680 piedi (510 m). L'equipaggio lo ha rassicurato dicendo nuovamente che erano stabilizzati per l'atterraggio, quindi, la torre di controllo, ricordandogli di essere molto vicini alla pista, li ha autorizzati ad atterrare. Secondo il tracciato ricavato da Flightradar24, durante l'ultima parte della discesa, il velivolo aveva una velocità verticale molto elevata, tra i 3 725 e i 4 050 piedi al minuto.
Alle 14:35, durante un primo tentativo di avvicinamento, sono iniziati i problemi. I piloti hanno cercato di atterrare con il carrello di atterraggio retratto (effettivamente un belly landing), facendo sì che la parte bassa dei motori entrasse più volte in contatto con la pista. Prima di eseguire tale manovra, non era stata segnalata alcuna anomalia e non era stata effettuata alcuna comunicazione di emergenza; per questo, ai vigili del fuoco dell'aeroporto non era stato ordinato di ricoprire la pista di schiuma. Indecisi se continuare o meno, con i propulsori che stavano raschiando sulla pista, hanno scelto di abortire il tentativo e hanno comunicato al controllo del traffico aereo di aver eseguito una riattaccata a causa di un imprecisato malfunzionamento al carrello, richiedendo istruzioni per un nuovo atterraggio strumentale (ILS) sulla stessa pista, la 25L. Il controllore ha ordinato al volo di risalire a 3 500 piedi (1 100 m) e di virare verso una prua di 110°; nella riattaccata l'aereo non ha mai raggiunto la quota assegnata, ma solamente circa 2 000 piedi (610 m), che l’equipaggio ha provato a mantenere. Da alcune foto scattate durante il secondo avvicinamento, si nota come la parte inferiore di entrambi i motori fosse annerita e la RAM Air Turbine estesa: essa rappresenta l'unica fonte di una limitata forza idraulica per permettere il funzionamento dei sistemi di controllo dell'aereo quando entrambi i propulsori sono guasti.
Alle 14:39, il comandante ha dichiarato un mayday, riferendo di aver perso potenza ad entrambi i motori; la torre di controllo ha quindi autorizzato l'atterraggio su una qualunque tra le piste 25L e 25R. Poco dopo, l'aereo, senza più spinta, è precipitato in un'area residenziale di Karachi a tre chilometri dall'aeroporto, colpendo vari edifici e prendendo fuoco.
Dei 99 a bordo, solo in 2 sono sopravvissuti allo schianto. Otto cittadini residenti a Model Colony, il quartiere di Karachi dove è precipitato l'aereo, sono stati portati in ospedale a causa delle lesioni riportate, principalmente ustioni; uno di loro è deceduto in ospedale pochi giorni dopo, il 31 maggio.
Gli stretti vicoli dell'area hanno ritardato l'arrivo dei soccorsi. L'ISPR, il servizio di comunicazione militare, ha riferito che forze speciali dell'esercito pakistano e dei ranger pakistani hanno istituito un cordone sanitario. I video della scena dell'incidente, ripresi da GEO TV, mostrano macerie, nuvole di fumo nero e fiamme. Lo schianto è stato ripreso da una telecamera di sorveglianza.

## Conseguenze
Poco dopo lo schianto, il ministro della salute pakistano ha dichiarato un'emergenza per tutti i principali ospedali di Karachi. Il primo ministro Imran Khan si è detto "scioccato e rattristato dall'incidente".
Il presidente del Pakistan, Arif Alvi, e altri leader politici e famose celebrità hanno espresso vicinanza alle famiglie delle vittime.
Il Pakistan aveva permesso da circa una settimana la ripresa dei voli internazionali, dopo la sospensione dovuta alla pandemia di COVID-19. Inoltre, poiché il disastro è avvenuto gli ultimi giorni del Ramadan, molte persone stavano viaggiando per celebrare la Id al-Fitr con le loro famiglie.
Il governo avrebbe risarcito con 1 000 000 di rupie ogni famiglia delle vittime e con 500 000 rupie ciascuno i due sopravvissuti.
Il 24 giugno 2020 il ministro dell'aviazione Ghulam Sarwar Khan annunciò al Parlamento che 262 degli 860 piloti civili pakistani erano in possesso di licenze false oppure avevano commesso irregolarità durante gli esami, principalmente pagando altre persone per sostenere gli esami al proprio posto. Un portavoce di Pakistan International Airlines annunciò che 150 dei suoi 434 piloti sono stati interdetti al volo in seguito al sospetto di irregolarità nelle proprie licenze.
Il 30 giugno 2020 PIA è stata inserita da EASA nella lista dei vettori aerei soggetti a divieto operativo nell'Unione europea per 6 mesi per non avere superato delle verifiche di sicurezza e non avere implementato un Safety Management System. Il 9 luglio PIA è stata bandita dal Regno Unito e dagli Stati Uniti e la Federal Aviation Administration ha abbassato la valutazione di sicurezza del Pakistan, impedendo a qualunque compagnia aerea pakistana di aprire nuove rotte verso gli Stati Uniti o avere accordi di code sharing con compagnie aeree statunitensi. il 28 dicembre 2020 l'interdizione nell'Unione Europea è stata estesa di 3 mesi e il 16 marzo 2021 è stata estesa fino a luglio e in seguito a tempo indeterminato.

## Le indagini
Il primo ministro Imran Khan ha annunciato, insieme al maresciallo della Fi'saia Pakistana Mujahid Anwar Khan, l'avvio di un'indagine sull'accaduto. Il governo pakistano ha formato una commissione di quattro esperti per portare avanti l'inchiesta, guidata dal commodoro dell'aria Usman Ghani. Sarà coadiuvata da membri del Bureau d'Enquêtes et d'Analyses pour la sécurité de l'aviation civile, in rappresentanza del paese produttore del velivolo, di Airbus, il costruttore, e di CFM International, il produttore dei motori.
Lo stesso giorno, l'aeroporto di Karachi ha riportato che, dopo un'ispezione da parte della CAA, sono stati rinvenuti segni di contatto tra i motori dell'Airbus e la superficie della pista: prima del sinistro, a partire da 4 500 piedi (1 400 m) dalla testata, poi del destro, a partire da 5 500 piedi (1 700 m). I segni terminano tra i 6 000 piedi (1 800 m) e i 7 000 piedi (2 100 m). La pista è lunga in totale 10 000 piedi (3 000 m). È quindi possibile che i propulsori siano stati danneggiati durante questa manovra. Fonti, tra cui uno dei sopravvissuti, affermano che il jet abbia toccato la pista prima di riprendere il volo; secondo un'altra fonte, l'aereo ha strisciato lungo la pista generando scintille.
È stato inoltre scoperto che il pilota ha ignorato due avvertimenti del controllore riguardo all'altitudine e alla velocità dell'aereo durante l'avvicinamento. A 15 miglia nautiche (28 km) da Karachi, il jet si trovava a un'altitudine di 10 000 piedi (3 000 m) anziché 7 000 piedi (2 100 m); il controllo del traffico aereo ha emesso un primo avvertimento, dicendo di diminuire l'altitudine. Invece di eseguire quanto detto, il comandante ha risposto dicendo di esserne a conoscenza, senza fare nulla al riguardo. Quando rimanevano solo 10 miglia nautiche (19 km) all'aeroporto, l'aereo si trovava a un'altitudine di 7 000 piedi (2 100 m) anziché 3 000 piedi (910 m). Il controllore li ha avvertiti una seconda volta. Il pilota ha risposto di nuovo affermando di poter gestire la situazione, riferendo come fossero stabilizzati per l'atterraggio.
Il 26 maggio, un team di investigatori del Bureau d'Enquêtes et d'Analyses pour la sécurité de l'aviation civile (BEA) è arrivato in Pakistan per aiutare nelle indagini.
Il 28 maggio è stato confermato che entrambe le scatole nere, il registratore dei dati di volo e il registratore vocale della cabina di pilotaggio, erano state ritrovate e inviate agli uffici della BEA in Francia. Il 2 giugno, i dati sono stati scaricati e saranno analizzati. Il 22 giugno si sarebbe tenuta un'udienza parlamentare, durante la quale i dati di entrambe le scatole nere sarebbero stati resi pubblici.
Le informazioni raccolte non indicavano la necessità di applicare cambiamenti alle operazioni per gli Airbus A320.

### Il primo preliminary report
Ghulam Sarwar Khan, ministro federale della divisione aeronautica, ha presentato la relazione preliminare in parlamento il 24 giugno. Ha riferito che la responsabilità dell'incidente era da attribuire sia ai piloti che ai controllori del traffico aereo. Secondo il rapporto, il comandante è stato definito come "troppo fiducioso". Dalle analisi del registratore vocale è stato appurato che i piloti parlavano continuamente del COVID-19 e non erano in grado di concentrarsi. L'aereo si trovava a un'altitudine di 9 800 piedi (3 000 m) al waypoint MAKLI, mentre avrebbe dovuto essere a 3 000 piedi (910 m).
Per gestire la discesa, i piloti hanno disinserito il pilota automatico e sono passati al volo manuale; allo scopo di catturare il sentiero di discesa, hanno portato momentaneamente l'aereo a una velocità di discesa di -7 000 piedi (2 100 m) al minuto. Il carrello di atterraggio è stato esteso a un'altitudine di 7 200 piedi (2 200 m) mentre l'aeromobile si trovava a 10 miglia nautiche (19 km) di distanza, ma è stato poi inspiegabilmente retratto a 5 miglia nautiche (9,3 km) dalla pista. Alla fine, i piloti hanno effettuato un atterraggio senza il carrello esteso.
Il rapporto afferma che, prima del primo tentativo di atterraggio (secondo le scatole nere), in cabina di pilotaggio suonavano più allarmi, tra cui l'avvertimento di velocità eccessiva e di carrello non esteso, nonché il sistema di allarme di prossimità al suolo (GPWS), ma sono stati ignorati o mal interpretati dall'equipaggio; il motivo deve ancora essere determinato. Una delle telecamere a circuito chiuso dell'aeroporto ha registrato il primo tentativo di atterraggio dell'aeromobile, il belly landing, e gli screenshot della registrazione sono stati utilizzati nel rapporto preliminare. La registrazione mostra l'aereo che atterra sulla pista sui suoi motori, con il carrello di atterraggio retratto.

### Rapporto finale
L'AAIB ha pubblicato il rapporto finale il 20 aprile 2023, attribuendo l'incidente all'equipaggio di volo che aveva violato le procedure operative standard e ignorato le istruzioni dell'ATC.